# Vladimir Khodov
Vladimir Anatoljevitj Khodov (ukrainsk: Володимир Анатолійович Ходов, tr. Volodymyr Anatolijovytj Khodov; ossetisk: Ладымер Анатолий фырт Ходты, tr. Ladimer Anatolij fyrt Khodty; russisk: Владимир Анатольевич Ходов, tr. Vladimir Anatoljevitj Khodov; også tidligere kendt under navnene "Samoshkin" og "Abdullah"; født 9. oktober 1976 i Berdjansk, Zaporizjzja oblast, Ukrainske SSR, død 3. september 2004 i Beslan, Nordossetien–Alania, Rusland) var en ukrainskfødt terrorist, muslimsk konvertit og en af lederne i terrorangrebet mod en skole i Beslan – en by i Nordossetien i det sydlige Rusland – hvor 334 civile blev dræbt, herunder 186 børn. Vladimir Khodov blev selv dræbt af russiske sikkerhedsstyrker under den afsluttende storm på skolen.

## Tidligt liv
Vladimir Khodov blev født og levede de første tre år i den ukrainske by Berdjansk hos sin mor Aleksandra Sjomusjkina, faren kendes ikke. Da Vladimir var tre giftede Aleksandra sig med en ossetisk militæringeniør ved navn Anatolij Khodov, fra byen Elkhotovo i Nordossetien. Sammen flyttede de til Elkhotovo ca. 40 km fra Beslan hvor Aleksandra arbejdede som sygeplejerske.
 Anatoly adopterede Vladimir i 1980 og året efter fik Anatoly og Aleksandra sammen en søn; Borik (Boris) Khodov.
Efter en separation fra Anatolij, flyttede Alexandra med hendes to sønner til Beslan, hvor begge brødre gik i skole i "Skole nummer et", der i 2004 var målet for terrorangrebet hvor Vladimir var en af lederne. Efter at Vladimir og Boris havde færdiggjort grundskolen flyttede familien tilbage til Elkhotovo hvor Alexandra genoptog arbejdet som sygeplejerske
Elkhotovo er en slags muslimsk enklave i det ellers hovedsageligt ortodoks kristne Nordossetien. Byen har en stor moske men ingen kirke og fra en tidlig alder blev brødrene udsat for muslimsk indflydelse. Han voksende op talende russisk, men lærte også at tale det lokale ossetisk flydende. Et vendepunkt i hans liv syntes at være da broderen Boris i 1995 blev arresteret og dømt til otte års fængsel for at have knivdræbt en nabo, en straf han afsonede i byen Majkop. Boris delte celle med en gruppe muslimer og konverterede til Islam og under et besøg konverterede Vladimir også.
Kort efter at have konverteret begik Vladimir voldtægt mod en ung pige og blev efterlyst i Rusland, hvorefter han flyttede tilbage til hans bedstefar i Berdjansk. To år senere var Vladimir tilbage i Elkhotovo, hvor han boede hos sin mor og adoptivfar og var en flittig bruger af den lokale moske. I 2003 blev hans bror frigivet fra fængslet før tid men røg med det samme ud i nye problemer, da han den 1. juli kidnappede og voldtog en ung pige (Sveta Gabisova) han havde forelsket sig i og dernæst blev skudt ned af pigens bror (Iriston).
Vladimir dukkede op til begravelsen den 22. juli hvor han udløste noget tumult ved at taget liget væk og insistere på en muslimsk begravelse. Efter Vladimirs forstyrrelse blev myndighederne opmærksom på ham og efter at have gemt sig i en lokal imams ("Hadji Ali") kælder blev han anholdt. Men på trods af at være eftersøgt for voldtægt blev han hurtigt frigivet; sandsynligvis efter enten at have bestukket politiet eller fordi han indgik en aftale med russisk FSB om at infiltrere de tjetjenske islamiske terrornetværk under Sjamil Basajev.
Efter hans frigivelse slog han sig hurtigt på terrorisme. Den 3. februar 2004 sprænge han sammen med nogle folk fra Ingusjien en bombe i Nordossetiens hovedstad Vladikavkas rettet mod studenter på en lokal skole for MVD-kadetter. En kadet samt en tilfældig kvinde blev dræbt, samt 10 andre kvæstet. Vladimir var blevet optaget på et udendørs bankvideokamera og blev udpeget som hovedansvarlig. Et arsenal våben blev fundet ved en anden muslimsk konvertit og Vladimirs billede og kodenavn (Abdullah) dukkede op på FSB-eftersøgtes internetside. Den 29. maj 2004 blev toget fra Moskva til Vladikavkas afsporet af to eksplosioner nær stationen ved El’khotovo, kun ved et mirakel blev ingen af de 463 passagerer dræbt. Det var den samme slags bomber (22mm artillerigranat) som var blevet brugt i det tidligere angreb i Vladikavkaz og også dette angreb tilskrives Vladimir.

## Terrorangrebet i Beslan
Den 1. september 2004 var Vladimir andenkommanderende under angrebet mod hans tidligere skole i Beslan. Fra vidneudsagn blev han kendt som en kriminel og voldelig sadist. Om end han angiveligt også skulle have stoppet en anden gidselstager i at dræbe et gidsel ved navn Larisa Kudziev, og frigive hendes to børn – der også sad gidsler i skolen – hvis hun gik med til at iføre sig bombebælte og hijab, hvilket hun nægtede.
De russiske myndigheder prøvede at overtale Vladimir til at løslade børnene ved at få hans mor, Aleksandra, til at ringe ham op.
Under den endelige storm på den besatte skole trak Vladimir sig tilbage til skolens cafeteria sammen med en række andre af terroristerne og en gruppe på omkring 40 gidsler. Vladimir tvang her gidslerne, både kvinder og børn, til at stille sig op i vinduerne for at fungere som levende menneskeskjold, hvorved mange af dem døde.
Vladimir Khodov blev officielt selv dræbt den 3. september 2004 i kamp med russiske specialstyrker der stormede skolen. Han blev senere identificeret blandt de døde ved hjælp af fingeraftryk og hans mors identifikation. Vedvarende rygter vil vide han ikke blev dræbt da, men at han blev fanget, døde i forvaring eller begik selvmord i fængslet.
Efter angrebet blev Vladimirs mor Aleksandra kortvarigt taget i forvaring af FSB. Ældrerådet i byen El'khotovo udtalte de helst så hun ikke kom tilbage, og at hun ikke havde noget at komme tilbage til da hendes mand var væk og nu begge hendes børn var døde, da var Aleksandra allerede forsvundet og er ikke set siden.

## References
1. 1 2  Hunting the Terrorist through His Mother Arkiveret 28. september 2007 hos  Wayback Machine, Kommersant, 6. oktober 2004 (engelsk)
2. ↑  Beslan: Hvem er skyldig? Introduktion til helte og antihelte (russisk)
3. ↑  Basayev’s Revelations Arkiveret 30. september 2007 hos  Wayback Machine, 9. november 2005 (engelsk)
4. ↑  Suspect behind Feb 3 bombing in Vladikavkaz named, 22. februar 2004 (engelsk)
5. ↑  I Nordossetien blev Moskva-Vladikavkaz toget sprængt i luften, news.ru, 29. maj 2004 (russisk)
6. ↑  This Won't Be Another Nord-Ost Arkiveret 28. september 2007 hos  Wayback Machine, Kommersant, 27. juli 2005 (engelsk)
7. 1 2  The School, 14. marts 2007 (engelsk)
8. ↑  Kodenavn "Abdullla", 7. september 2004 (russisk)
9. ↑  Hostages used as human shield in Beslan, Caucasian Knot, 20. september 2005 (engelsk)
10. ↑  Russian Commando Says Officials Concealing Truth Behind Beslan, Mosnews, 4. november 2004 (engelsk)
11. ↑  , Institute for war & peace reporting, 18. august 2005 (engelsk)